# Boën-sur-Lignon
Boën-sur-Lignon este o comună în departamentul Loire din sud-estul Franței. În 2009 avea o populație de 3.160 de locuitori.

## Evoluția populației
| An        | 1975  | 1982  | 1990  | 1999  | 2006  | 2009  |
| --------- | ----- | ----- | ----- | ----- | ----- | ----- |
| Populație | 3.766 | 3.603 | 3.256 | 3.112 | 3.135 | 3.160 |